# Олений Вал
Оле́ний Вал — улица в Восточном административном округе города Москвы на территории района Сокольники.

## Расположение
Пролегает от площади Сокольническая Застава до Русаковской набережной, проходя мимо Егерского пруда до улицы Короленко и далее. Но сквозного проезда между Сокольнической Заставой и улицей Короленко нет, однако существует аллея вдоль трамвайных путей. Нумерация домов хаотична.

## Происхождение названия
Улица получила современное название 7 июня 1922 года (ранее называлась улица Олений Камер-Коллежский Вал). Возникла на участке Камер-Коллежского вала, который примыкал к существовавшей здесь Оленьей роще, в 1879 году вошедшей в городскую черту Москвы.

## Примечательные здания и сооружения
- Глебовский мост
- Приют имени Ф.П. Гааза для малолетних призреваемых — часть Сокольнического отделения Городского Работного дома и Дома трудолюбия, дававших кров и работу нищим и бездомным. Здание внесено в Красную книгу Архнадзора (электронный каталог объектов недвижимого культурного наследия Москвы, находящихся под угрозой).[4]

## Водоёмы
- Яуза
- Егерский пруд
- Каскад Оленьих прудов, включая Большой (Верхний) Олений и Малый (Нижний) Олений пруды, расположенные между улицей Олений Вал и Большой Оленьей улицей.

## Транспорт

### Наземный транспорт
Трамвай: № 4, 25.
Автобус: 265.

### Ближайшие станции метро
- «Преображенская площадь».
- «Сокольники» (радиальная).
- «Сокольники» (кольцевая).